# Erik Holm (arkitekt)
Fritz Erik Emanuel Holm, född 20 september 1928 i Söderfors församling, Uppsala län, död 10 februari 2004 i Karlskoga, var en svensk arkitekt.
Holm, som var son till snickeriförman Helmer Holm och Hanna Lundqvist, utexaminerades från högre tekniska läroverket i Härnösand 1949 och från Kungliga Tekniska högskolan 1956. Han blev arkitekt på tekniska byrån vid Bostadsstyrelsen i Stockholm 1956 och vid Statens institut för byggnadsforskning i Stockholm 1959. Han var konsulent i AB Svensk Byggtjänsts utställning av enfamiljshus. 
Holm skrev Hem, arbete och grannar (tillsammans med Lennart Holm, 1958, en intervjuundersökning i nya bostadsområden i Örebro), Bo bättre 63: resultaten av Sveriges sparbankers och Svensk byggtjänsts premiering av småhus 1963 (redaktör, tillsammans med Hans Barring, 1964) samt artiklar om bostadsplanering i fackpress.